# Alejandro Muñoz (cyclisme)
Pour les articles homonymes, voir Muñoz.
Muñoz  Boyd est un nom espagnol. Le premier nom de famille, en général paternel, est Muñoz ; le second, en général maternel, souvent omis, est Boyd.
Federico Alejandro Muñoz Boyd, né le 14 avril 1989,, est un coureur cycliste péruvien. Il est notamment devenu champion du Pérou du contre-la-montre chez les élites en 2015 et 2016.

## Palmarès
- 2011
  - 1re étape de la Clásica Independencia Provincia de Jaén
- 2013
  - 3e étape de la Vuelta a Trujillo
- 2015
  -  Champion du Pérou du contre-la-montre
  - 3e du championnat du Pérou sur route
- 2016
  -  Champion du Pérou du contre-la-montre
- 2017
  - Clásica del Gringo :
    - Classement général
    - 1re et 2e (contre-la-montre) étapes

  - 2e du championnat du Pérou du contre-la-montre
- 2018
  - Vuelta a Chiclayo
- 2019
  - Vuelta a Trujillo :
    - Classement général
    - 1re étape (contre-la-montre)
- 2022
  - Clásica Tupacamaru Inca :
    - Classement général
    - 1re (contre-la-montre) et 2e étapes